# Факундо Кардосо
Факундо Кардосо (ісп. Facundo Cardozo, нар. 6 квітня 1995, Сан-Мігель) — аргентинський футболіст, захисник клубу «Олл Бойз».

## Клубна кар'єра
Вихованець клубу «Велес Сарсфілд». Дебютував у основній команді 19 серпня 2013 року у зустрічі з «Олл Бойз» і за три сезони взяв участь у 40 матчах чемпіонату.
2016 року виступав на правах оренди за болівійський «Болівар» та індійський «Мумбаї Сіті», а 2017 року підписав контракт з «Арсеналом» (Саранді). В тім і у цій команді Факундо закріпитись не зумів, тому наступного року покинув клуб і знову виступав за кордом у мексиканському «Алебріхес де Оахака» та чиліському «Кокімбо Унідо».
До складу клубу «Олл Бойз» приєднався 2019 року. Станом на 23 лютого 2021 року відіграв за команду з Буенос-Айреса 25 матчів в національному чемпіонаті.

## Виступи за збірні
У складі юнацької збірної Аргентини (U-17) брав участь у юнацькому чемпіонаті світу 2011 року в Мексиці, але жодного разу не вийшов там на поле.
2015 року залучався до складу молодіжної збірної Аргентини, вигравши у її складі молодіжний чемпіонат Південної Америки в Уругваї. На турнірі Кардосо зіграв у 7 іграх і забив гол у матчі проти Болівії (3:0)

## Досягнення
- Володар Суперкубка Аргентини (1):

«Велес Сарсфілд»: 2013
Збірні
- Чемпіон Південної Америки (U-20): 2015